# 철암중학교
철암중학교(鐵岩中學校)는 대한민국 강원특별자치도 태백시 철암동에 있는 공립 중학교이다.

## 학교 연혁
- 1964년 1월 11일 : 철암중학교 설립인가(6학급)
- 1966년 3월 3일 : 초대 송달헌 교장 취임
- 1966년 3월 5일 : 태백중공업고등학교에서 개교 및 입학식 거행
- 1967년 11월 3일 : 태백중공업고등학교에서 신축교사로 완전 이전
- 2007년 3월 1일 : 학급감축 3학급
- 2025년 1월 8일 : 제57회 졸업식(7명)
- 2025년 3월 1일 : 제29대 김남훈 교장 취임
- 2025년 3월 4일 : 2025학년도 입학식(8명)

## 참고 자료
- 철암중학교 - 한국교육학술정보원 학교알리미